# Bole Dembel Shoppingcenter
Bole Dembel Shoppingcenter är ett inbyggt köpcentrum i Addis Abeba. Köpcentret är beläget i södra Addis Abeba City. Köpcentret rymmer 114 butiker och kontor för både lokala och internationella organisationer. Bole Dembel Shoppingcenter är Addis Abebas största köpcentrum. National Bank of Ethiopia ligger precis utanför köpcentret.